# Indigofera pongolana
Indigofera pongolana är en ärtväxtart som beskrevs av Nicholas Edward Brown. Indigofera pongolana ingår i släktet indigosläktet, och familjen ärtväxter. Inga underarter finns listade i Catalogue of Life.